# سيمون آر. بيكر
سيمون آر. بيكر هو ممثل كندي، ولد في 30 مارس 1986 بفانكوفر في كندا.

## وصلات خارجية
- سيمون آر. بيكر على موقع IMDb (الإنجليزية)
- سيمون آر. بيكر على موقع قاعدة بيانات الفيلم (الإنجليزية)